# サンディ・カザール
サンディ・カザール（Sandy Casar、1979年2月2日 - ）は、フランス、マント＝ラ＝ジョリー出身の元自転車競技（ロードレース）選手。

## 経歴
2000年よりプロチーム契約選手となったが、以来フランセーズ・デ・ジュー（現 FDJ・ビッグマット）に在籍している。
2002年
- パリ～ニースにおいて総合2位（優勝はアレクサンドル・ヴィノクロフ）に入った他、新人賞を獲得。

2003年
- 初出場したジロ・デ・イタリアでは総合13位と健闘。

2004年のツール・ド・フランスでは総合16位に入った。
2005年
- ルート・デュ・スュド総合優勝。

2006年
- ジロ・デ・イタリアでは、総合6位に入った。
- ルート・デュ・スッド 総合5位

2007年
- ツール・ド・フランスでは、第18ステージにおいて、アクセル・メルクス（2位）らをスプリント争いの末破り、ツール初勝利を挙げた。

2008年
- バスク一周 総合8位
- ツール・ド・ロマンディ 総合6位
- ツール・ド・フランスでは、アルプス山脈区間の第16ステージにおいて、区間優勝のシリル・デセルに次いで2位に入った他、総合でも14位と健闘した。
- ポリノルマンド 3位

2009年、ツール・ド・フランス総合12位。
2010年
- バスク一周 総合6位
- ツール・ド・ルクセンブルク 総合10位
- ツール・ド・フランス第9ステージで逃げに乗り、逃げグループ内のスプリントを制し、ステージ優勝。

2011年
- パリ〜カマンベール 優勝
- ツール・デュ・フィニステール 3位
- ルート・デュ・スュド 総合5位

2012年
- ツアー・オブ・オマーン 総合4位

2013年引退。

## その他
ツールでは2度ステージ優勝しているものの、09ツールでは第8ステージと第16ステージの年間2度もステージ2位を味わうなど、ツール通算2位7度とステージ版ミスター2位として、総合版ミスター2位のカデル・エヴァンスと並び注目される事がある。